# 地域医療機能推進機構大和郡山病院
地域医療機能推進機構大和郡山病院（ちいきいりょうきのうすいしんきこうやまとこおりやまびょういん）は、独立行政法人地域医療機能推進機構が奈良県大和郡山市に設置する病院である。通称JCHO大和郡山病院（ジェイコーやまとこおりやまびょういん）。

## 沿革
- 1946年6月1日 - 奈良県桜井市に健康保険三輪病院開院。
- 1961年 - 奈良県大和郡山市に移転、社会保険大和郡山総合病院となる。
- 1994年 - 全面改築して奈良社会保険病院と改称。
- 2014年4月1日 - 地域医療機能推進機構大和郡山病院に組織・名称変更。

## 診療科
- 内科
- 呼吸器内科
- 消化器内科
- 循環器内科
- 小児科
- 外科
- 整形外科
- 形成外科
- 皮膚科
- 泌尿器科
- 産婦人科
- 眼科
- 耳鼻咽喉科
- リハビリテーション科
- 放射線科
- 放射線診断科
- 放射線治療科
- 麻酔科

## 医療機関の指定・認定
（下表の出典）
| 保険医療機関                                   | 指定小児慢性特定疾病医療機関             |
| 労災保険指定医療機関                           | 公害医療機関                             |
| 指定自立支援医療機関（更生医療）               | 母体保護法指定医の配置されている医療機関 |
| 指定自立支援医療機関（育成医療）               | 臨床研修病院                             |
| 指定自立支援医療機関（精神通院医療）           | 特定疾患治療研究事業委託医療機関         |
| 身体障害者福祉法指定医の配置されている医療機関 | DPC対象病院                              |
| 生活保護法指定医療機関                         |                                          |

- 救急告示病院（二次救急）[2]
- このほか、各種法令による指定・認定病院であるとともに、各学会の認定施設でもある。

## 交通アクセス
- 近鉄橿原線「近鉄郡山駅」より徒歩約1分[3]。
- JR大和路線「郡山駅」より徒歩約15分[3]。